# Le Bois-Robert
Le Bois-Robert är en kommun i departementet Seine-Maritime i regionen Normandie i nordvästra Frankrike. Kommunen ligger i kantonen Luneray som tillhör arrondissementet Dieppe. År 2022 hade Le Bois-Robert 385 invånare.

## Befolkningsutveckling
| Befolkningsutvecklingen i Le Bois-Robert 1968–2021 | Befolkningsutvecklingen i Le Bois-Robert 1968–2021 | Befolkningsutvecklingen i Le Bois-Robert 1968–2021 | Befolkningsutvecklingen i Le Bois-Robert 1968–2021 | Befolkningsutvecklingen i Le Bois-Robert 1968–2021 |
| -------------------------------------------------- | -------------------------------------------------- | -------------------------------------------------- | -------------------------------------------------- | -------------------------------------------------- |
|                                                    |                                                    |                                                    |                                                    |                                                    |
| År                                                 |                                                    |                                                    | Folkmängd                                          |                                                    |
| 1968                                               | 1968                                               |                                                    | 244                                                |                                                    |
| 1975                                               | 1975                                               |                                                    | 204                                                |                                                    |
| 1982                                               | 1982                                               |                                                    | 258                                                |                                                    |
| 1990                                               | 1990                                               |                                                    | 283                                                |                                                    |
| 1999                                               | 1999                                               |                                                    | 280                                                |                                                    |
| 2007                                               | 2007                                               |                                                    | 323                                                |                                                    |
| 2015                                               | 2015                                               |                                                    | 337                                                |                                                    |
| 2021                                               | 2021                                               |                                                    | 374                                                |                                                    |